# Chirodisca dreyfus
Chirodisca dreyfus är en insektsart som först beskrevs av Fernando 1957.  Chirodisca dreyfus ingår i släktet Chirodisca och familjen Caliscelidae. Inga underarter finns listade i Catalogue of Life.